# Die from a Broken Heart
Die from a Broken Heart è un singolo del duo musicale statunitense Maddie & Tae, pubblicato il 6 maggio 2019 come secondo estratto dal secondo album in studio The Way It Feels.

## Descrizione
Il brano è stato scritto dalle stesse interpreti con Deric Ruttan e Jonathan Singleton e prodotto da Jimmy Robbins e Derek Wells. È composto in chiave di Mi maggiore ed ha un tempo di 76 battiti per minuto.

## Video musicale
Il video musicale del brano, diretto da Carlos Ruiz, è stato reso disponibile l'8 agosto 2019.

## Tracce
Download digitale
1. Die from a Broken Heart – 3:08

Download digitale (versione acustica)
1. Die from a Broken Heart – 3:23

Download digitale (Dave Audé Remix)
1. Die from a Broken Heart – 3:07

## Successo commerciale
Nella pubblicazione del 22 agosto 2020 Die from a Broken Heart, grazie ad un'audience pari a 35,9 milioni di ascoltatori, si è imposta al vertice della Country Airplay, classifica radiofonica statunitense di Billboard dedicata al suddetto genere, diventando la seconda numero uno di Maddie & Tae. Tale traguardo è stato raggiunto durante la sua cinquantaquattresima settimana di permanenza in graduatoria, risultando quindi la canzone femminile ad aver impiegato più settimane ad arrivare in prima posizione e la quarta in assoluto.

## Classifiche
| Classifica (2020) | Posizione massima |
| ----------------- | ----------------- |
| Canada            | 69                |
| Stati Uniti       | 22                |